# Le Jeu des 1 000 euros
Pour les articles homonymes, voir 100 000.
Le Jeu des 1 000 euros est une émission radiophonique quotidienne, diffusée sur France Inter avant 13 h. Créée en 1958 par Henri Kubnick sous le nom de 100 000 francs par jour, puis renommée 1 000 francs par jour, puis Jeu des 1 000 francs avant de prendre son nom actuel. 
Elle a été animée successivement par Henri Kubnick, Albert Raisner, Maurice Gardett et Roger Lanzac, puis Pierre Le Rouzic durant une courte période, ensuite par Lucien Jeunesse durant une trentaine d'années à partir de 1965, puis par Louis Bozon de septembre 1995 à juin 2008. Le jeu est actuellement animé par Nicolas Stoufflet, assisté de Yann Pailleret, chargé de la réalisation de l'émission et de la marque du temps au métallophone.
À partir de septembre 2023, la chaîne France 3 diffuse chaque samedi une adaptation télévisuelle du Jeu des 1 000 euros, avec Carinne Teyssandier et Nicolas Stoufflet.

## Concept
L'émission se déplace toute l'année dans de très nombreuses communes métropolitaines françaises, au moins une par semaine, mais aussi, plus rarement, dans les communes de départements d'outre mer tels que la Guadeloupe, en Martinique, à La Réunion et même sur le porte-avions Clemenceau, sur le paquebot Massalia, dans un sous-marin, ainsi que de façon exceptionnelle dans des pays étrangers (États-Unis, Portugal). 
Le jeu qui est enregistré, puis diffusé quelques jours plus tard à l'antenne de France Inter, se déroule en plusieurs étapes.

### Questions bleues, blanches et rouge

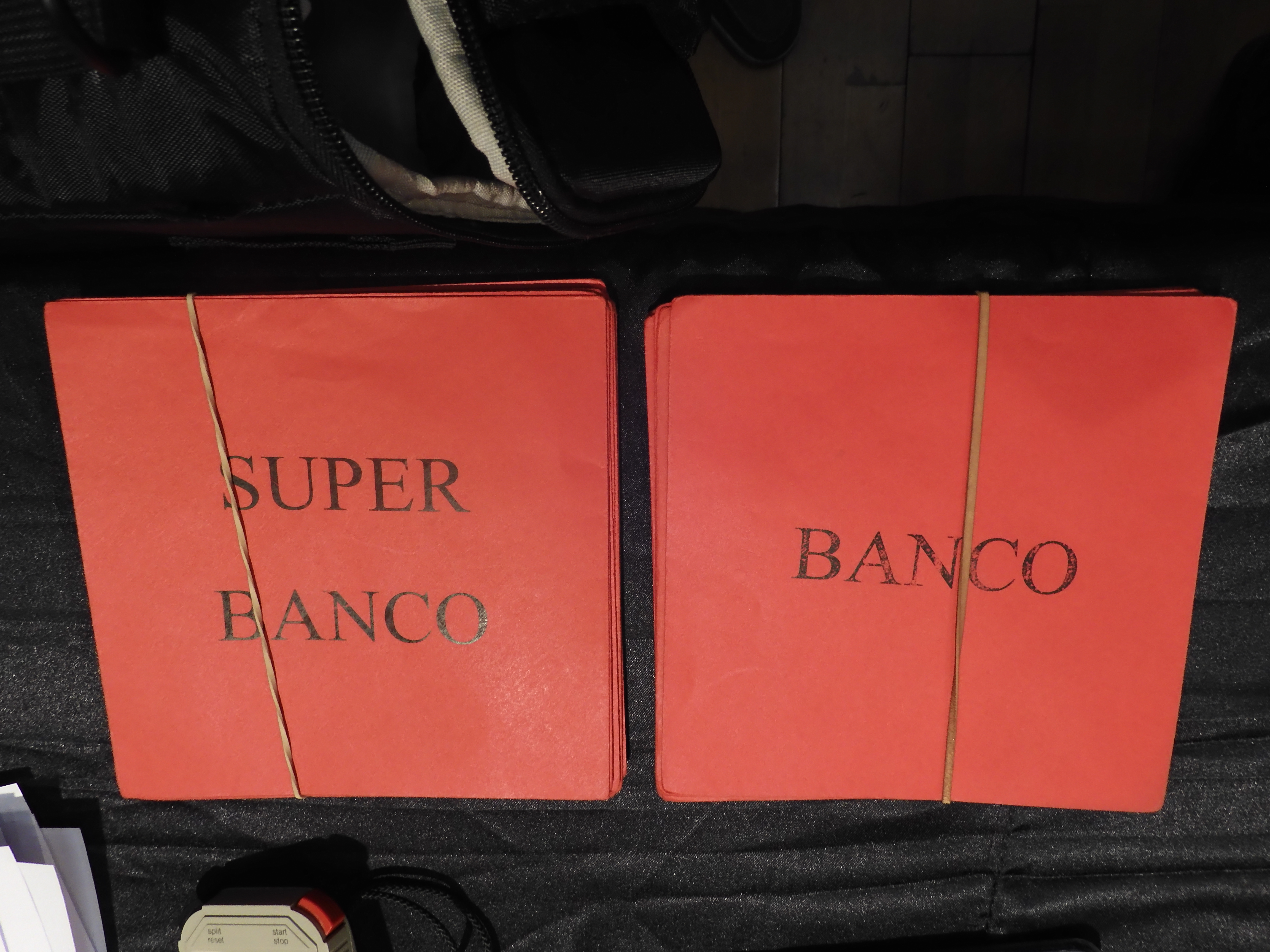
Enveloppes des questions banco et super banco qui seront présentées aux candidats durant l'émission
(janvier 2022)

Les questions sont envoyées par les auditeurs ; l'équipe de production en reçoit 150 par jour. L'équipe les sélectionne, puis les classe selon leur niveau de difficulté. 
Le tandem de candidats issus de la sélection préalable à l'enregistrement de l'émission tire d'abord au sort les six questions bleues, blanches et rouge auxquelles ils vont devoir répondre : trois bleues, deux blanches, une rouge. 
Pour chaque question, les candidats peuvent proposer plusieurs réponses dans le délai de trente secondes. Les questions auxquelles ils n'ont pas donné de réponse correcte leur sont reposées en seconde partie, mais ils n'ont plus droit qu'à une réponse par question, dans le délai de quinze secondes.
À ce stade, trois possibilités se présentent :
1. si les candidats ont répondu correctement à quatre questions au plus, ils quittent le jeu avec leurs gains ;
2. si les candidats ont répondu correctement à cinq questions, ils peuvent tenter de répondre à une question de « repêchage » qui est assez facile dans la mesure où trois choix sont proposés (c'est la seule question qui ne soit pas posée par un auditeur). En cas d'échec, les candidats conservent leurs gains, à savoir 15 euros par bonne réponse à une question bleue, 30 pour une question blanche et 45 euros pour la question rouge ; en cas de réussite, ils tentent le Banco. Lorsque l'émission a été présentée par Roger Lanzac au cirque Pinder, la question de repêchage a été remplacée par une épreuve « sportive », menée par un Monsieur Muscle qui devait, en un temps donné, pédaler sur un vélo pour une distance donnée. Depuis septembre 2008 et l'arrivée de Nicolas Stoufflet, la question de repêchage est souvent basée sur un document sonore ;
3. si les candidats ont répondu correctement aux six questions, ils peuvent quitter le jeu avec leurs gains (actuellement 150 euros) ou tenter le banco. À ce moment, le public scande rituellement « ban-co, ban-co ! », afin d'inciter les candidats à le tenter, ce qui a lieu le plus souvent.Yann Pailleret, réalisateur de l'émission, au glockenspiel à Couture-sur-Loir (Loir-et-Cher)

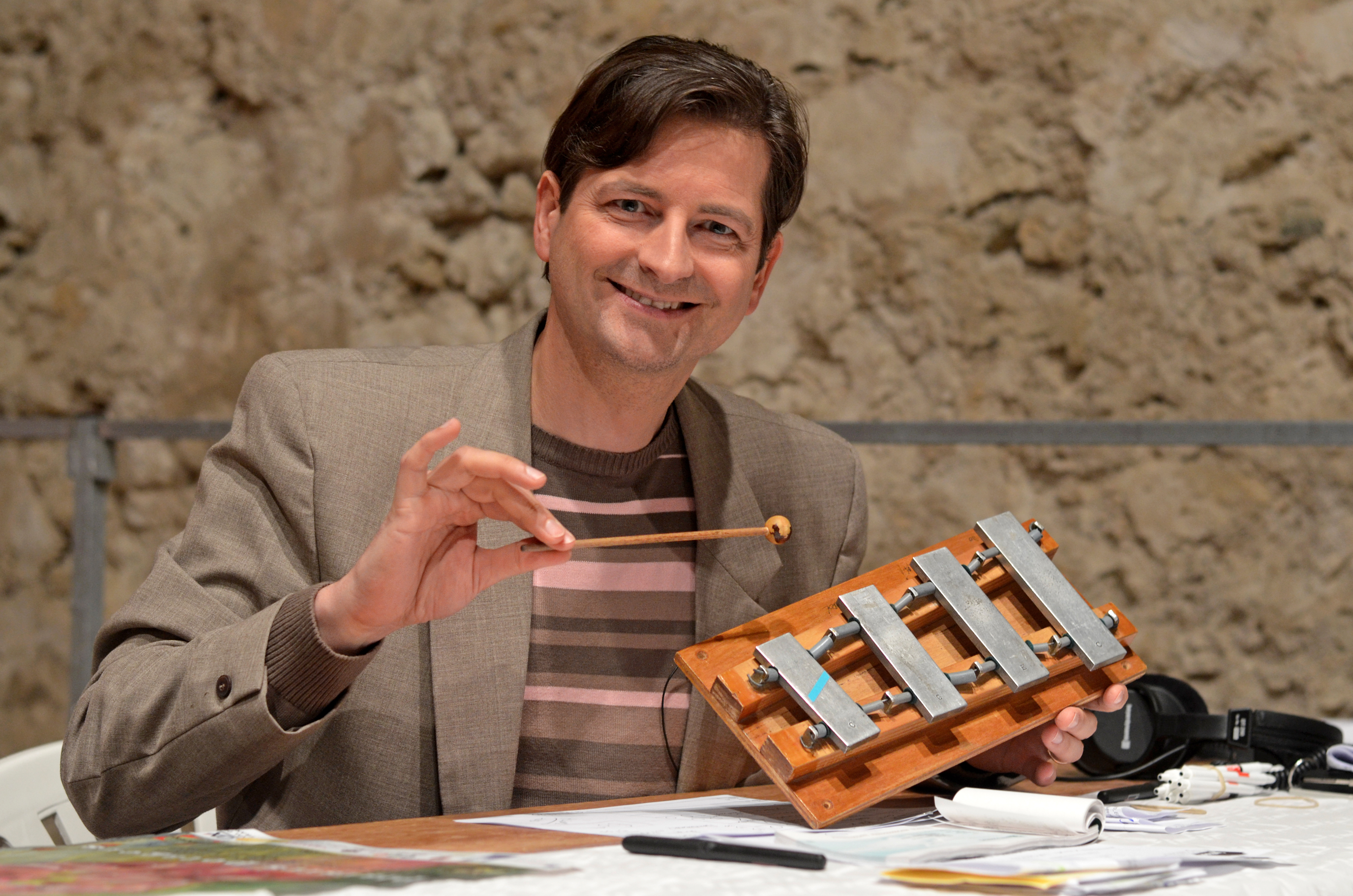
Yann Pailleret, réalisateur de l'émission, au glockenspiel à Couture-sur-Loir (Loir-et-Cher)

Pour chaque question, le délai de réponse est sonorisé par le réalisateur, qui frappe sur un glockenspiel, un petit métallophone à quatre lames. Cet instrument, à la sonorité particulière, est devenu l'emblème sonore du jeu. Yann Pailleret assume cette tâche ; son prédécesseur, François Lependu, est resté vingt-cinq ans à ce poste (Yann Pailleret quant à lui est dans l'équipe du jeu depuis 1990, avec Lucien Jeunesse d'abord, puis Louis Bozon).

### Banco ou Super-Banco
La question Banco est une question jugée difficile et classée dans une catégorie spécifique par la production.
Les candidats n'ont droit qu'à une seule réponse à cette question mais le délai est d'une minute ; ils peuvent se concerter.
En cas de réponse correcte, ils gagnent la somme de 500 euros à se partager (depuis septembre 2009). Avant le passage à l'euro de l'émission en 2001, le montant du Banco s'élève alors à 1 000 francs, ce qui donne son nom originel à l'émission. Le banco est ensuite de 400 euros jusqu'en juin 2009.
En cas d'échec au Banco, les candidats perdent leurs gains et repartent avec un lot de consolation (livres, dictionnaires, boîte de jeux et/ou, selon l'époque, un poste de radio).
Les candidats ayant répondu correctement au Banco peuvent alors tenter la question Super Banco. Le public les encourage en scandant « su-per, su-per ! ». Les modalités du Super Banco sont les mêmes que celles du Banco, mais la question est tirée au sort parmi les questions les plus ardues posées par les auditeurs.
En cas de succès, les candidats remportent 1 000 euros à se partager. Avant le passage à l'euro, le montant du Super Banco a tout d'abord été de 3 000 francs, puis de 5 000 francs. En cas d'échec, ils repartent tout de même avec un baladeur-récepteur numérique.

### Montant des gains
Pour les questions bleues, blanches et rouges, le montant des gains est identique pour l'équipe candidate, en cas de réponse correcte, et pour l'auditeur qui a adressé la question, si elle n'a pas reçu de réponse exacte. Les montants sont de 15 € pour une question bleue, 30 € pour une question blanche et 45 € pour une question rouge. En revanche, pour les questions Banco et Super Banco, l'auditeur ne gagne que 45 € si les candidats ne donnent pas la bonne réponse.

## Historique

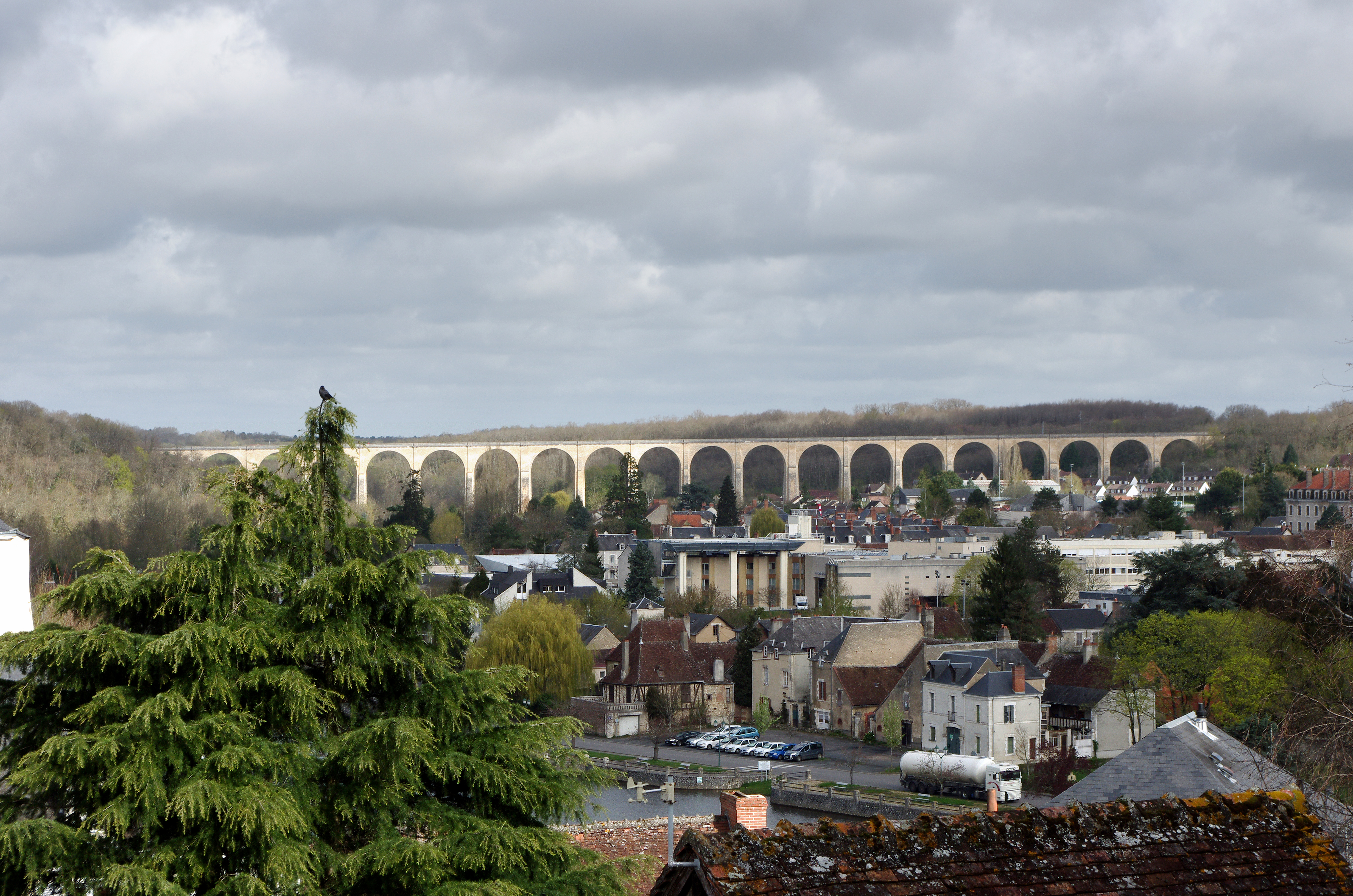
La ville du Blanc dans l'Indre où fut enregistrée la première émission

### XXesiècle
Le Jeu des 1 000 euros est le jeu le plus ancien du paysage radiophonique français encore diffusé sur les ondes. La première émission a eu lieu le 19 avril 1958, dans un chapiteau dressé sur la place du marché au Blanc (Indre) et a été diffusée deux jours plus tard sur Paris Inter.

#### 100 000 francs par jour
Installé chaque jour dans une ville différente sous le chapiteau du cirque Pinder, le jeu consiste, dès le début, à poser une série de questions culturelles à une équipe de deux candidats qui peut gagner la somme assez élevée de 100 000 francs de l'époque. Nommée à l'origine 100 000 francs par jour puis 1 000 francs par jour après le passage au nouveau franc, l'émission devient ensuite Le Jeu des 1 000 francs.
L’équipe est formée d’un capitaine et d’un renfort. À l’origine, les questions sont posées d’abord au capitaine, et dans un second temps les questions auxquelles il n’a pas pu répondre sont posées au renfort. Progressivement, cette différenciation a cessé d’être effective et aujourd’hui l’animateur s’adresse simultanément aux deux joueurs.

#### De Henri Kubnick à Lucien Jeunesse
Au départ, le producteur Henri Kubnick prépare les questions. Mais du fait de l'envoi de questions par les auditeurs, il est décidé qu'elles ne seraient plus fournies que par eux. Elles sont aussi réparties en plusieurs niveaux de difficulté, indiqués par une couleur : des plus faciles aux plus difficiles, questions bleues, blanches et rouges.
Après Henri Kubnick, l'émission a eu plusieurs animateurs : Maurice Gardett, Albert Raisner, Roger Lanzac, Pierre Le Rouzic (1965) puis Lucien Jeunesse (1965-1995) qui reste à ce jour le présentateur qui a animé le plus longtemps ce jeu radiophonique. Celui-ci a pris l'habitude de conclure chaque émission par des formules devenues célèbres, telles que  : « À demain, si vous le voulez bien ! » et « À lundi, si le cœur vous en dit ! », formules conservées par ses successeurs[réf. nécessaire].
En 1995, après avoir passé trente ans à sillonner les routes, Lucien Jeunesse, alors âgé de 77 ans, décide d'arrêter sa participation dès le mois de juin. Lors d'une interview accordée le dernier jour sur France 2, l'animateur reconnaît avoir séjourné dans 10 000 chambres d'hôtels, pris 20 000 repas au restaurant, passé 40 000 coups de fil à son épouse. 
Le dernier enregistrement est réalisé de façon identique aux précédents, sans prononcer le mot « adieu ».

#### Faux départ et « spécial jeunes »

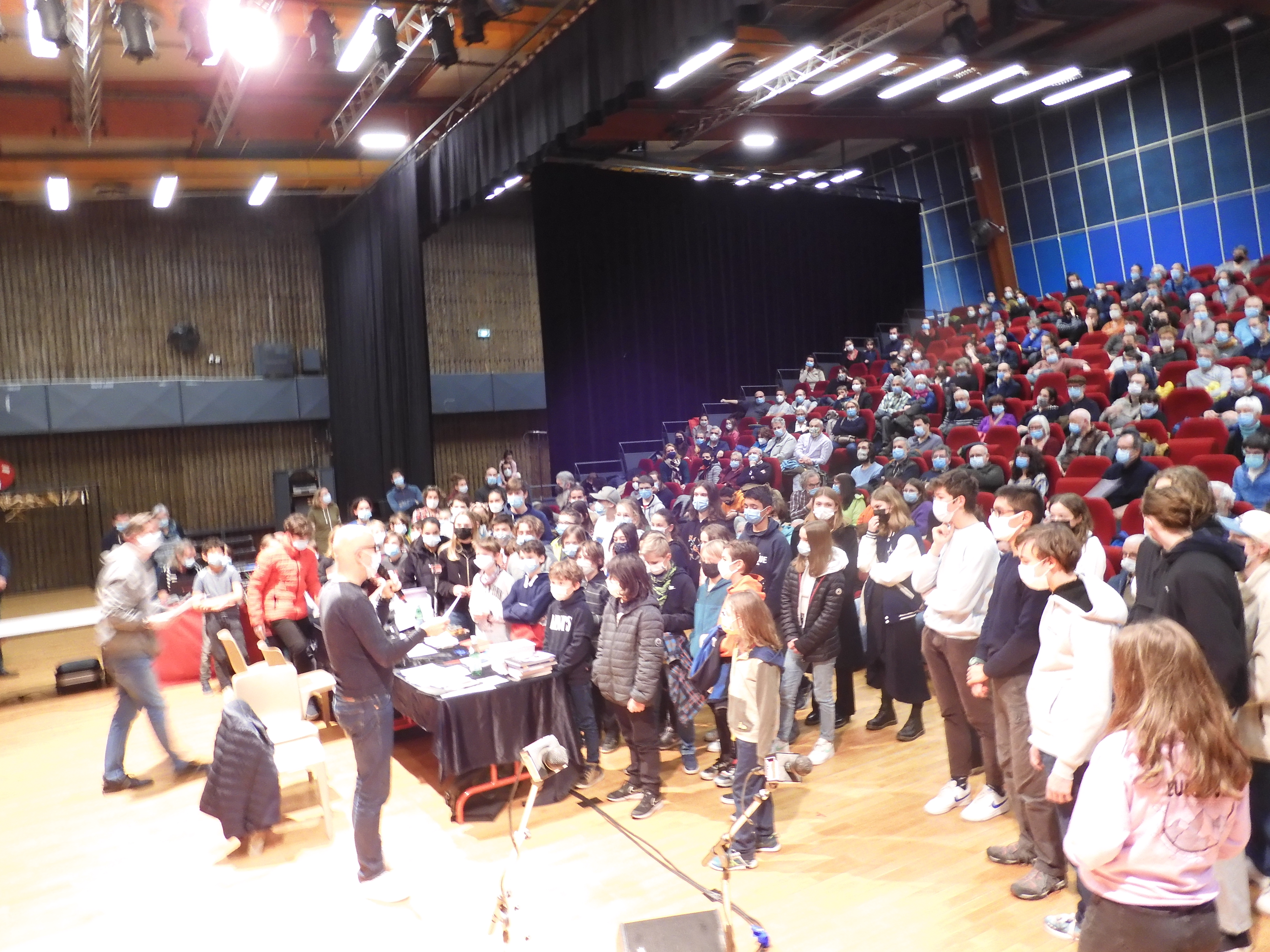
Selection des candidats (section jeunes) à Fontaine en janvier 2022

Le 7 juin 1995, France Inter supprime le jeu de sa grille lors du départ à la retraite de Lucien Jeunesse auquel le public a fini par l'identifier. Cette décision provoque un abondant courrier de protestations, et le jeu reprend dès septembre 1995 avec Louis Bozon.
Le 6 décembre 1995, la création du « Spécial Jeunes », diffusé le mercredi, permet d'élargir l’auditoire de l'émission aux écoliers, collégiens, lycéens et étudiants.

### XXIesiècle

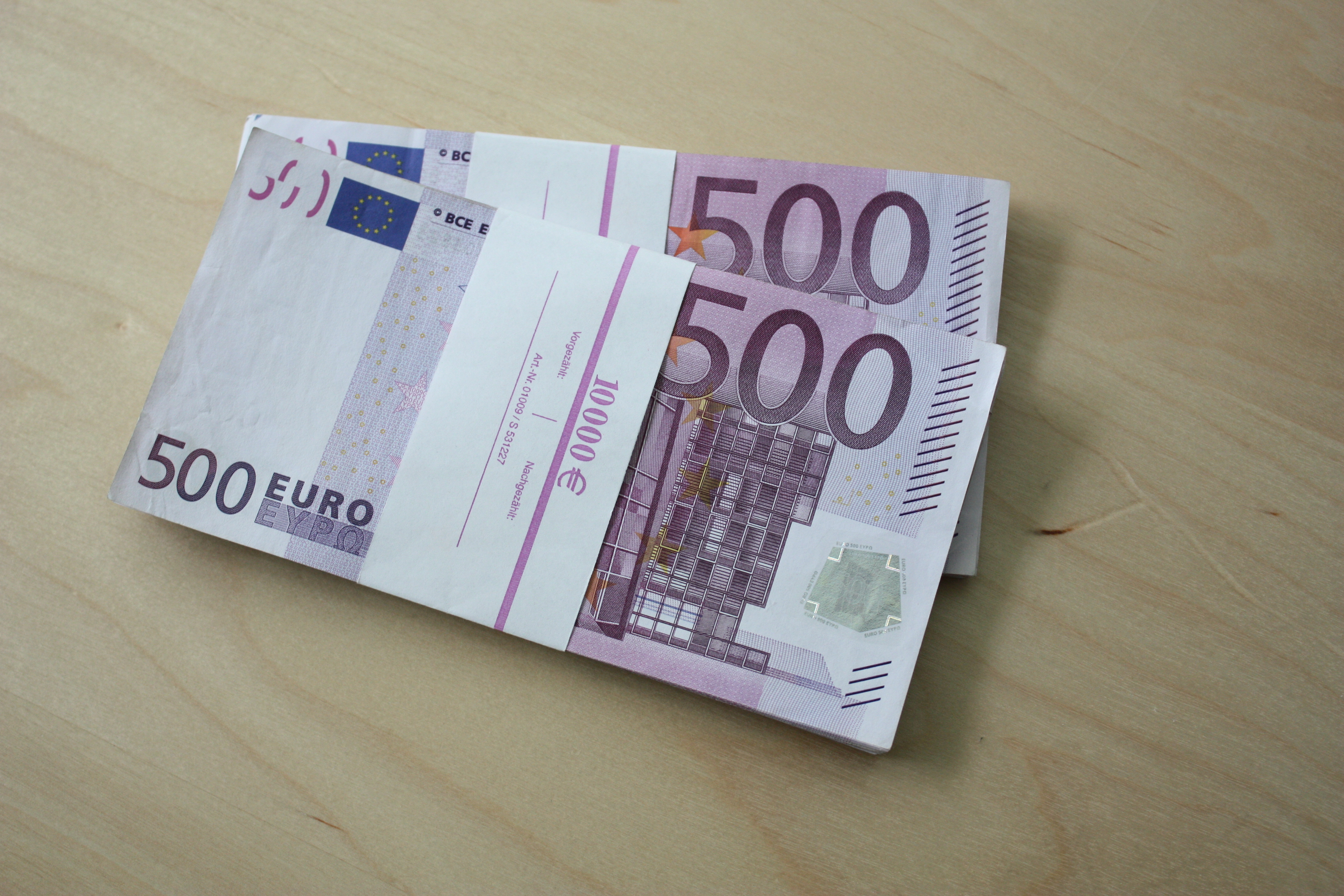
En cas de victoire sur la dernière question (Superbanco) les deux candidats reçoivent à se partager, soit, chacun

Du fait du remplacement du franc par l'euro à partir du 1er janvier 2002, cent jours avant, soit le 24 septembre 2001, l'émission, enregistrée pour l'occasion depuis le studio 105 de la Maison de la Radio, est rebaptisée Le Jeu des 1 000 euros, le fonctionnement et le principe du jeu restant identiques, avec un petit aménagement lié à la conversion, le banco permet de se partager 400 euros (puis 500 euros, depuis 2009) et 1 000 euros avec le super banco.
En avril 2008, l'émission fête son cinquantième anniversaire, et reste toujours l'émission radiophonique française la plus écoutée à 12 h 45 : 1,395 millions d'auditeurs soit 15,6 % de part de marché.

#### Le jeu hors de France
Quelques mois plus tard, le vendredi 27 juin 2008, Louis Bozon anime sa dernière émission après treize ans à la tête du jeu. Le 1er septembre 2008, Nicolas Stoufflet devient le huitième présentateur de l'émission.
À l'occasion de la journée spéciale de France Inter à New York, le 9 septembre 2011, pour la commémoration des attentats du 11 septembre 2001 à New York, le jeu se déroule les 8 et 9 septembre 2011 dans cette ville américaine et a été rebaptisé pour l'occasion Le Jeu des 1 000 dollars,.
En 2016, l'équipe du jeu se déplace au Portugal. Une première émission est enregistrée à Porto le 8 mars 2016, puis une seconde à Lisbonne le 9 mars 2016.

#### Un jeu sexagénaire
À l'occasion de ses soixante ans de diffusion, la production du jeu organise trois émissions dont une « spéciale jeunes » qui sont enregistrées le 11 avril 2018 dans la salle des fêtes de la commune du Blanc (Indre), soixante ans après la première émission. Une autre émission dans le cadre de cet anniversaire est enregistrée en juin 2018 avec des animateurs de France Inter, dont Charline Vanhoenacker et Léa Salamé, qui forment des duos avec les candidats sélectionnés, avec, exceptionnellement, des gains de 2 000 €, si ceux-ci remportent le « superbanco ».

#### Perturbations en 2020 et 2021
La diffusion du jeu est interrompue du 16 au 27 mars 2020 à la suite des mesures de confinement liées à la pandémie de Covid-19 et les enregistrements en public sont suspendus jusqu'à la fin de l'été. Du 30 mars au 26 juin la diffusion est assurée, de 12 h 15 à 12 h 30 du lundi au vendredi, avec des enregistrements récents, puis avec des enregistrements restés non diffusés. De nouveau les enregistrements en public sont interrompus à partir du 30 octobre en raison des mesures prises dans le cadre du deuxième confinement. Certaines émissions sont rediffusées en novembre, puis à compter du 30 novembre il est possible de s'inscrire en ligne pour participer au jeu en direct ; chaque participant s'engageant sur l'honneur à ne pas consulter d'encyclopédies ou de sites Internet ni à se faire aider par son entourage. De plus, les questions Banco et Super-Banco sont construites afin que la réponse ne puisse pas être trouvée facilement depuis un moteur de recherche. Cependant, à la suite du programme du 4 janvier 2021 et aux réactions négatives de quelques auditeurs concernant un éventuel cas de tricherie, Nicolas Stoufflet indique que, depuis le début de ce format, « deux cas de forte suspicion » ont été détectés.

#### Adaptation du jeu sur France 3
À partir du samedi 9 septembre 2023, la chaîne France 3 diffuse une adaptation télévisuelle du Jeu des 1 000 euros. Une diffusion hebdomadaire tous les samedis à 17 h 25 est prévue, les différents candidats ayant pour la plupart déjà participé avec succès à l'émission radio[réf. souhaitée]. L'émission est animée par Nicolas Stoufflet et Carinne Teyssandier. À partir de la rentrée 2024, cette version télévisée du  jeu est diffusée deux fois par semaine : le samedi et le dimanche vers 16h45 toujours sur France 3 (sauf quand un événement, notamment sportif, est à l'antenne).
Dix équipes de deux participent aux sélections. Cinq questions sont posées, chaque erreur est éliminatoire. Si tout le monde répond juste à une question, l'équipe la moins rapide est éliminée, de sorte que chaque question élimine au moins un duo. Lors de la cinquième question, l'équipe la plus rapide est sélectionnée pour affronter l'équipe gagnante de l'émission précédente. Les deux équipes s'affrontent avec cinq questions chacune. Deux questions bleues (100 points), deux blanches (200 points) et une rouge (400 points). Elles ont trente secondes avec un maximum de trois propositions admis (différence avec la radio, où les réponses sont illimitées). En cas d'égalité, une dernière question rouge commune est posée : les équipes répondent chacune à leur tour jusqu'à la bonne réponse, en commençant par le tenant du titre. L'équipe vainqueur tente le banco dans le format de l'émission radio (une seule réponse, une minute, 500 €) et, si elle a juste et le souhaite, le super banco (1000 €). En plus de la question, en différence avec la version radio, les candidats ont systématiquement droit à un indice. 
L'équipe gagnante revient dans l'émission suivante en tant que duo champion, l'équipe perdante quitte le jeu. Les duos ayant perdu avant le duel restent dans le jeu jusqu'à ce qu'ils atteignent la finale.

## Équipe

### Présentation
L'émission a été présentée successivement par huit présentateurs (neuf avec version TV):
- Henri Kubnick, à partir de 1958[23] ;
- Maurice Gardett, brièvement en 1960[23] ;
- Albert Raisner, en 1961[23] ;
- Roger Lanzac, de 1961 à 1965[23] ;
- Pierre Le Rouzic, en 1965[7] ;
- Lucien Jeunesse, de 1965 à juin 1995[7] ;
- Louis Bozon, de septembre 1995 à juin 2008[7] ;
- Nicolas Stoufflet, depuis le 1er septembre 2008[7].
- Carinne Teyssandier, animatrice de la version télévisée depuis le 9 septembre 2023[7].

### Production
- Producteur : Nicolas Stoufflet
- Réalisateur : Yann Pailleret
- Attachées de production : Marie-Claude Malartique et Kheira Retiel

## Autour de l'émission

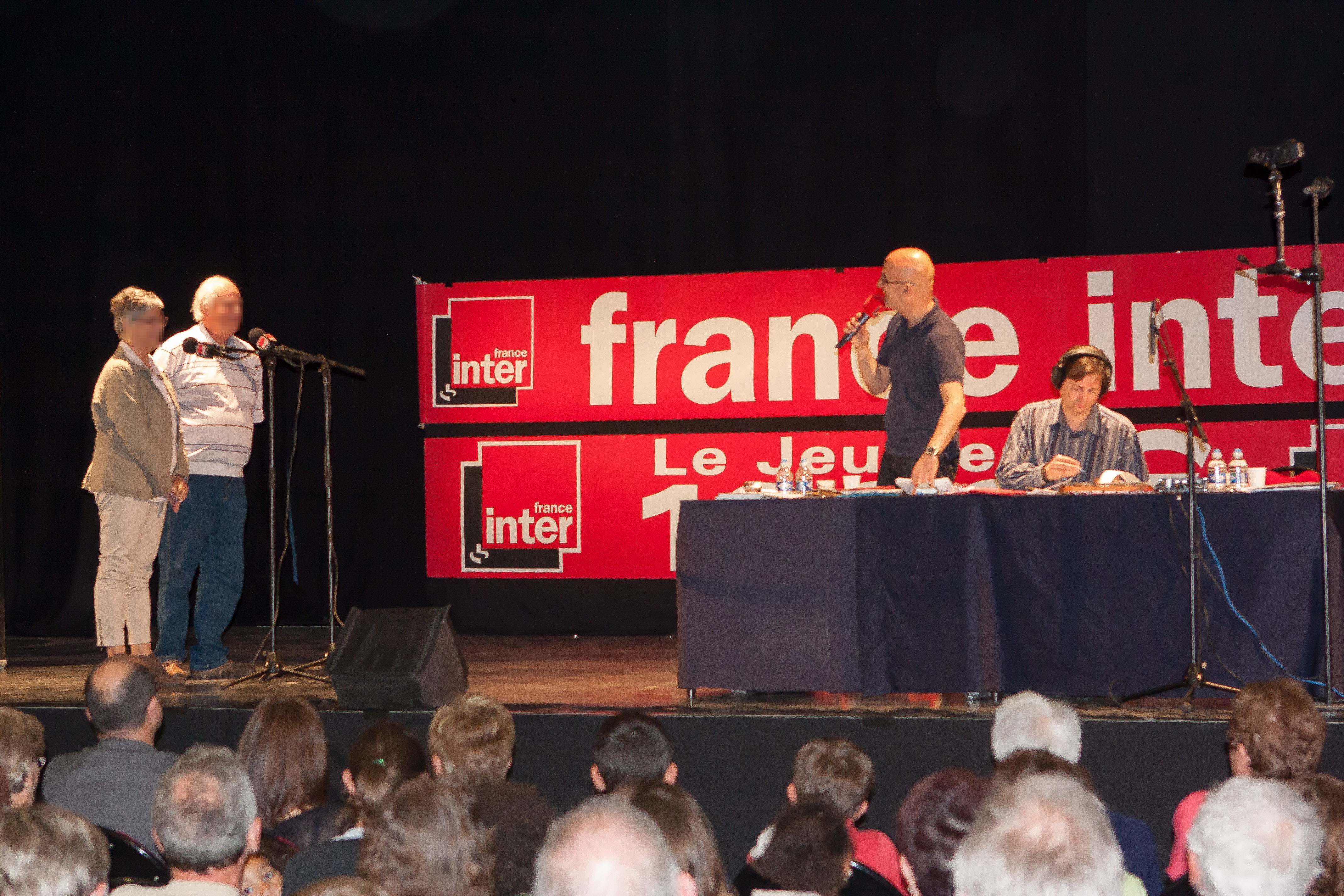
Enregistrement du Jeu des 1000 euros dans la salle culturelle La Villa, à Villabé en 2015

Le rituel de l'émission est propice à sa caricature. On peut citer le Jeu des Mille Fesses de Lucien Lasemence que Pierre Desproges réalisa sur l'antenne même de France Inter dans Le Tribunal des flagrants délires.
Par ailleurs le jeu se retrouve ailleurs qu'à l'antenne :
- Jeux de société :
  - Le jeu des 1000 francs, édité dans les années 1960 par Ceji interlude jeu
  - Le jeu des 1000 francs, édité en 1978 par Dujardin
  - La boîte du Jeu des 1000 euros, éditée en 2013 par Marabout
  - La mini-boîte du Jeu des 1000 euros, éditée en 2017 par Marabout
  - La boîte du Jeu des 1000 euros, éditée en 2023 par Marabout
- Jeu vidéo : l'émission a été adaptée sur iPhone et iPad par la société Bulkypix[24]
- Livres :
  - Le Jeu des mille francs - 2000 questions, 2000 réponses, Paris, Hachette - France Inter, 1977 (ISBN 978-2-01-004564-6)
  - Josée Gorce, Louis Bozon et Paul Desalmand, Le grand livre du Jeu des 1 000 francs, Paris, Marabout, 1998, 536 p. (ISBN 978-2-501-03119-6)
  - Louis Bozon, Mes petits sentiers, Paris, Éditions du Toucan, 2010, 269 p. (ISBN 978-2-8100-0359-4)
  - Nicolas Stoufflet, Le dico du Jeu des 1 000 euros, Paris, Democratic Books, 25 novembre 2010, 454 p. (ISBN 978-2-36104-024-6)
  - Almanach 2013 du jeu des 1 000 euros, Paris, Hors collection, 6 septembre 2012, 398 p. (ISBN 978-2-258-09849-7)
  - 365 jours pour s'entraîner au jeu des 1 000 euros, Paris, First, 13 octobre 2016, 736 p. (ISBN 978-2-7540-8906-7)

- Télévision :
  - Reportage produit par l'ORTF en 1967[25]
  - Le Jeu des 1 000 succès sur France 5, un documentaire consacré en 2007 à plusieurs semaines de la vie l'équipe du Jeu des 1 000 euros
  - Feuilleton du Journal de 13 heures de France 2 consacré au Jeu des 1 000 euros du 28 avril 2008 au 2 mai 2008 dans lequel on retrouve notamment les frères Jean et José Pasquale, très prolifiques producteurs de questions, ainsi que Gabriel Gianello, recordman du nombre de participations de l'ère Louis Bozon avec sept participations[26],[27]
  - Reportage en 2010 sur Vendée TV[28]
  - Chers amis, bonjour !, documentaire de Sandrine Dumarais diffusé en septembre 2023 sur France 3[2]
- Webdocumentaire : Le Jeu des 1 000 histoires, un documentaire à jouer de mai 2013 signé Philippe Brault produit par Upian/France Inter/Radio France Nouveaux Medias : Une petite fabrique à histoires pour partir à la rencontre de ceux qui réalisent le jeu radio le plus ancien de France et de ceux qui l'écoutent[29]
- Cinéma : Tandem de Patrice Leconte en 1987 évoque la vie des animateurs d'un jeu radiophonique qui ressemble beaucoup au Jeu des 1 000 francs
- Théâtre : Le Jeu des 1 000 euros de Bertrand Bossard (2012), création théâtrale donnée, entre autres, au Centquatre-Paris